# 정상진 (1918년)
정상진(鄭尙鎭 또는 鄭尙進, 일명 정률(정율), 러시아 이름 유리 다닐로비치 젠, 1918년 5월 5일~ 2013년 6월 15일)은 소련군 출신의 북한 관료(교육자, 군인, 정치인 출신)로 나중에 숙청되어 소련으로 돌아갔다.

## 생애

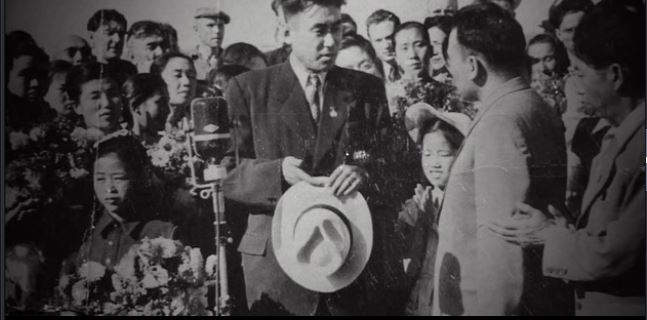
문화사절단 대표로 해외순방 당시 정상진(1955년, 가운데 인물)

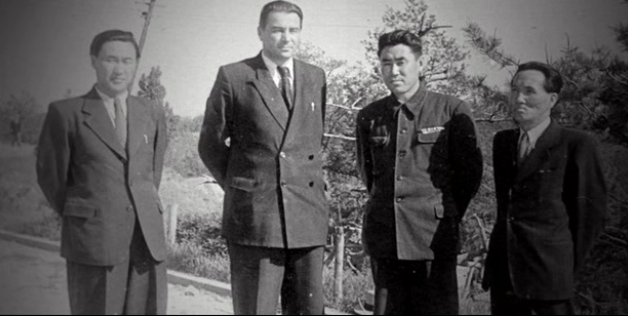
문화선전성 제1부상 시절 정상진(1955년, 오른쪽에서 2번째 인물)

1918년 블라디보스토크에서 태어났다. 1937년 8월 제빵공장의 노동자였던 부친이 소련안전기관에 체포되어 총살되었다. 그는 부친의 죽음 이후부터 소련의 체제를 믿지않았다고 한다. 이후 소련의 강제이주 정책에 그도 중앙아시아로 강제이주에 처해졌다. 1940년에 크즐오르다주 사범대학에서 학사 취득 이후 크즐오르다주 잘라가 쉬구역의 중등학교에서 문학 교사로 지내다가 제2차 세계 대전으로 태평양 함대에 입대하여 웅진, 나진, 청진 등 상륙작전에서 활약하여 적기훈장을 수여받았다. 승전 후 소련군으로부터 석방권을 권한 받아 청진의 정치범들을 석방했다.
해방 후 1945년 9월 19일에 소련 정치부의 지시로 원산항에 귀국하는 김일성을 마중했다. 그는 '김성주입니다.'라고 인사하는 김일성을 알아보지 못하고 소련 정치부에 김일성은 없었다고 보고하면서 그가 김일성임을 알았다고 한다. 그는 10월 19일에 있었던 소련군 환영대회는 소련의 각본이었으며, 1945년부터 1965년까지 북한에서 발표된 모든 연설문은 소련에서 작성했다고 폭로하였다.
김대 러시아 어문학과 학과장 직과 문학 및 예술협회 부회장과 북괴 인민 정부 수립 후 조선인민군 병기총국 부국장을 지냈고, 문화선전성 제1부상(차관에 해당)을 역임했다.
이후 최승희, 홍명희 등을 비호했다는 이유로 숙청되면서 1957년 소련으로 돌아가 타쉬켄트의 고급당학교에서 수학하였고 1961년에는 크즐오르다와 알마타의 레닌기치(고려일보)의 편집부에서 언론인으로 활동하였다. 1991년 소비에트 한인재단의 이사장, 1992년부터는 북한민주화 및 해방재단의 이사장직을 겸임했다. 1989년부터 여러 차례 대한민국을 방문하였다. 민주평화통일자문회의 위원을 역임하기도 했다.
2013년 6월 15일 노환으로 사망하였다.

## 상훈
- 적기훈장
- 명예훈장(언론)
- 2급훈장(세계2차대전 승리40주년 기념)

## 같이 보기
- 소련파
- 청진 상륙 작전
- 웅기 상륙 작전

## 참고 자료
- 정상진(유리 다닐로비치) 한국콘텐츠진흥원)